# جورج شامبرز (سياسي)
جورج شامبرز (بالإنجليزية: George Chambers)‏ هو قاضي ومحامي وسياسي أمريكي، ولد في 24 فبراير 1786 في الولايات المتحدة، وتوفي في 25 مارس 1866. حزبياً، نشط في مناهضة الماسونية. وقد انتخب عضو مجلس النواب الأمريكي.